# Peter Hinderthür
Peter Hinderthür (* 1971 in Hüttental) ist ein deutscher Musiker, Filmkomponist und Orchester-Arrangeur. 

## Leben
Peter Hinderthür studierte Popularmusik an der Hochschule für Musik und Theater Hamburg. 1991 gründete er zusammen mit Bela Brauckmann die Popgruppe Cultured Pearls. Seit 2000 betätigt er sich als Filmmusik-Komponist.

## Filmografie (Auswahl)
- 2001: Riekes Liebe
- 2003: Motown
- 2008: Der Baader Meinhof Komplex
- 2008: Tatort – Wolfsstunde
- 2011: Homevideo
- 2012: Mann tut was Mann kann
- 2013: Sein letztes Rennen
- 2015: Da muss Mann durch
- 2015: Der Fall Barschel
- 2016: Tatort – Zorn Gottes
- 2017: Nur Gott kann mich richten
- 2018: Gladbeck
- 2020: Nicht tot zu kriegen
- 2021: Tatort: Tödliche Flut
- 2021: Blackout (Miniserie)
- 2021: Schumacher
- 2022: Meinen Hass bekommt ihr nicht (Vous n’aurez pas ma haine)
- 2024: Stella – Ein Leben

## Auszeichnungen (Auswahl)
- 2023: Deutscher Filmmusikpreis für Meinen Hass bekommt ihr nicht[2]